# Schefflera calycina
Schefflera calycina är en araliaväxtart som beskrevs av José Cuatrecasas. Schefflera calycina ingår i släktet Schefflera och familjen araliaväxter.
Artens utbredningsområde är Colombia. Inga underarter finns listade.